# Локшин, Александр Лазаревич
Алекса́ндр Ла́заревич Локши́н (19 сентября 1920, Бийск — 11 июня 1987, Москва) — советский композитор. Заслуженный деятель искусств РСФСР (1983).

## Биография

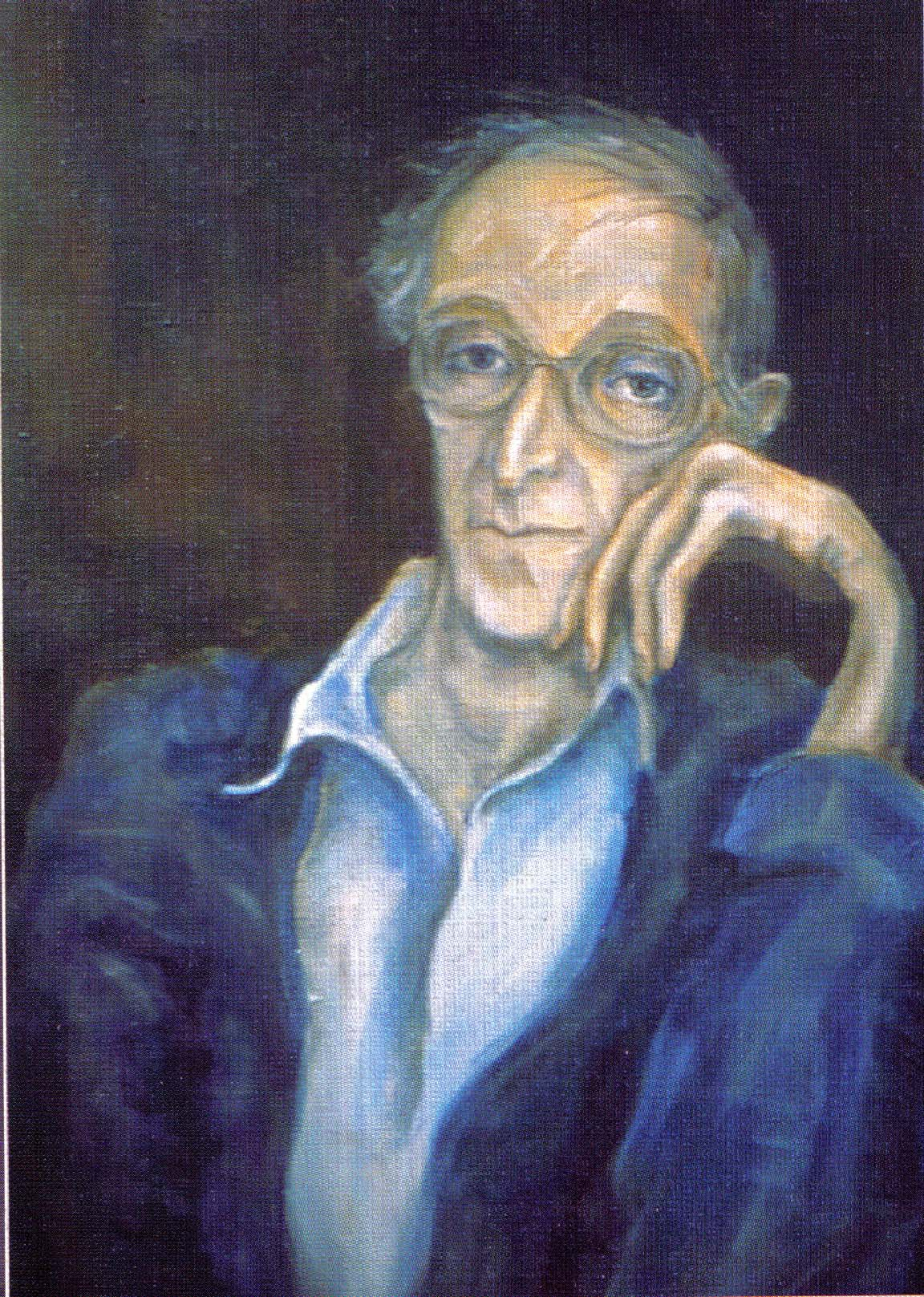
Портрет работы Т. Апраксиной (1987)

Родился в еврейской семье — отец его, Лазарь Захарович Локшин, был счетоводом, мать, Мария Борисовна Короткина — акушеркой. В возрасте 6 лет начал брать уроки игры на фортепиано. В 1930 году семья Локшиных переехала в Новосибирск. В Новосибирске Александр был принят в 12-ю образцовую школу, где учились особо одарённые дети, а также дети городского партийного начальства. Параллельно с общеобразовательной школой, А. Л. учился также и в музыкальной, у известного пианиста Алексея Фёдоровича Штейна, бывшего профессора петербургской консерватории, высланного в Сибирь после революции.
В 1936 году приехал в Москву для поступления в Московскую государственную консерваторию. Сначала был принят в музыкальное училище при консерватории на 2-й курс, а спустя полтора года был уже переведён в консерваторию — и тоже на 2-й курс. В консерватории Локшин занимался в классе Николая Яковлевича Мясковского.
В 1939 году Александр Локшин написал вокально-симфоническую поэму «Цветы зла» на стихи Шарля Бодлера. Продирижировал этим сочинением Николай Аносов. За поэму Локшина лишили диплома и не допустили к сдаче экзаменов, в 1941 году он был отчислен из консерватории. Лишь в 1944 году Локшину позволили сдать экзамены и получить диплом (с отличием). Благо, ещё до войны Николай Яковлевич Мясковский на свой страх и риск выдал ему справку с консерваторской печатью, весьма положительно характеризующую Александра Локшина. А в 1941 году Локшин, ещё не имея диплома, был принят в Союз композиторов.
С 1941 записался добровольцем в ополчение вместе с большинством консерваторских студентов, однако уже через неделю был комиссован в связи с открывшейся язвой желудка. В течение некоторого времени А. Л. дежурил на крыше Московской консерватории по ночам, затем уехал к родителям в Новосибирск, где обнаружил свою семью в тяжёлом положении (у сестры обнаружился туберкулёз, а отец лежал в больнице, где и умер в 1943 году). Александр Лазаревич устроился на работу, а по ночам писал свою новую вокально-симфоническую поэму «Жди меня» на слова Симонова.
В 1943 году в Новосибирск приехал прославленный Ленинградский филармонический оркестр, главным дирижёром которого был Евгений Мравинский. Под его управлением поэма Локшина была исполнена впервые в Новосибирске. Сочинение молодого композитора очень высоко оценил Соллертинский, благодаря чему, — а также ходатайству Николая Мясковского, — у Локшина появилась возможность вернуться в Москву. В Москве новая поэма была исполнена под управлением все того же Аносова. «Жди меня» стала дипломной работой композитора.
С 1945 года преподавал в Консерватории инструментовку, чтение партитур, музыкальную литературу. В июне 1948 года, в ходе кампании по «борьбе с космополитизмом» (а также за пропаганду среди студентов «идейно чуждой» музыки Малера, Берга, Стравинского, Шостаковича), А. Л. был из Консерватории уволен. Известие о готовящемся увольнении застало его при выходе из больницы имени Склифосовского, где ему была сделана резекция желудка. Безработного композитора Мария Вениаминовна Юдина (считавшая Локшина гениальным) пыталась устроить в Гнесинский институт, где преподавала сама, но из этого ничего не получилось (как до этого ничего не вышло из попыток Мясковского).
С начала 1950-х годов занимался исключительно сочинением музыки.
Был женат на лингвисте Т. Б. Алисовой. Сын — математик А. А. Локшин.
В 1986 году перенёс инсульт. Умер 11 июня 1987 года (в возрасте 66 лет) в Москве.

## Сочинения
К своему стилю композитор пришёл в конце 1950-х, написав первую симфонию «Реквием», о которой Шостакович сказал: «гениальная музыка». В своих автобиографических заметках композитор пишет:

Когда я учился в консерватории, моими кумирами были — Скрябин, Дебюсси, Оскар Уайльд и многие другие. Тогда я сочинил очень изысканное и столь же непрофессиональное произведение: 3 пьесы для сопрано и симфонического оркестра на тексты из Бодлера. Затем последовала многолетняя тяжёлая болезнь, кончившаяся резекцией желудка, а также резекцией всего моего декадентского прошлого. Толчком был «Зимний путь». Я написал «Вариации» для фортепиано в духе Шостаковича, затем Кларнетный квинтет в 2-х частях: в первой весьма парадоксально сочетались Шостакович и Вертинский, вторая часть навеяна Стравинским (Думбартон-Окс). Как ни странно, разницы стилей не наблюдалось. Сочинение вполне профессиональное.

Всерьёз я начал сочинять в 1957 году. На этот раз я испытал сильнейшее влияние Шуберта, Брамса, Берга, Малера и Сцены в спальне графини. Всё это, видимо переплавилось, и только сейчас я могу отдать себе отчёт, откуда произошло то, что я называю «собственным стилем». Период этот кончился в 1980 году.
Сочинения Локшина исполняли и пропагандировали дирижёры Рудольф Баршай и Геннадий Рождественский. Последний отказался исполнять музыку Локшина, узнав про дело о доносе (см. ниже). До этого момента он провёл премьеры в Лондоне (3-я симфония (1966); хор и оркестр Би-Би-Си, 1979) и в Москве (11-я симфония (1976); солистка — Людмила Соколенко, ансамбль солистов Гос. симфонического оркестра, 1980).
Рудольф Баршай исполнял музыку Локшина до самого последнего времени, продолжая пропагандировать музыку и в России, и в Европе. Баршай провёл премьеры семи крупных симфонических сочинений Александра Лазаревича. Со смертью Баршая музыка Локшина потеряла своего главного интерпретатора. Сочинения Локшина исполняли другие дирижёры и при жизни Рудольфа Борисовича, а сейчас — и после смерти. Но Рудольфа Борисовича Баршая можно назвать аутентичным интерпретатором, чьё искусство и авторитет преодолевали как музыкальные сложности, так и социальные. Баршай написал предисловие к тому материалов о жизни и творчестве Локшина, подготовленному музыковедом Мариной Лобановой (Берлин, 2002).
Премьеры трёх сочинений провёл и Арвид Янсонс.
Кроме Москвы, Ленинграда и Лондона ещё при жизни композитора музыка исполнялась в Нью-Йорке, Амстердаме и Штутгарте.

## Обвинение в доносительстве и посмертная реабилитация
Тяжёлым ударом для Локшина, омрачившим всю его дальнейшую судьбу, стало обвинение в доносительстве, которое исходило от трёх бывших узников ГУЛАГа, что придавало ему в глазах общества неоспоримую убедительность. Композитор был подвергнут остракизму, а его музыка практически забыта. Как свидетельствовал Александр Есенин-Вольпин «Локшин меня посадил». По свидетельству Веры Прохоровой, помимо Александра Локшина, в её посадке участвовали мать и сестра композитора, а также его друг композитор Меерович. Композитор после выступления Есенина-Вольпина стал изгоем и отношения с ним демонстративно поддерживали только Меерович и дирижер Рудольф Баршай, записывавший произведения композитора. Вместе с тем, узник советских концлагерей Семён Виленский утверждал, что это обвинение с самого начала ему показалось сомнительным: одним из обвинителей был Александр Есенин-Вольпин, не скрывавший своих антисоветских взглядов, и который, по словам Виленского, «не нуждался ни в каких доносах». После смерти Локшина его сыну Александру, занимавшемуся расследованием этой истории более 20 лет, удалось собрать свидетельства и документы, доказывающие, что в отношении Локшина органами НКВД была проведена операция по дискредитации с целью прикрытия действующего агента. Собранные материалы опубликованы на форумах и в статьях на портале Евгения Берковича, а также в книгах «Гений зла» (М., 2005) и «Музыкант в Зазеркалье», 3-е издание (М., 2013). Наиболее важные из публикаций — «Мышеловка» и «Одиннадцать вопросов сыну композитора А. Л. Локшина». . Даже части этих материалов оказалось достаточно, чтобы за Локшина вступилась Елена Боннэр, написав (и разрешив опубликовать) буквально следующее:
«С некоторых пор я не имею никакого отношения к музею Андрея Сахарова… так как я не нашла адреса Александра Локшина [сына композитора] <прошу> довести до него, что я просила одного из членов общественной комиссии убрать с сайта [направленный против композитора] материал, о котором Александр Локшин пишет. А если шире — я всегда очень настороженно отношусь ко всяким якобы разоблачающим кого-то материалам. И в большинстве случаев не верю им. Е. Г. [8 января 2009]»
Публичные извинения сыну композитора принес действительный член Российской академии художеств В. В. Ванслов, поверивший обвинениям в адрес Локшина и повторивший их в своей книге «О музыке и о балете».
Ещё один относящийся к истории Локшина документ первостепенной важности — письмо великой пианистки М. В. Юдиной своему другу В. С. Люблинскому (от 28.02.1961). Юдина пишет о Локшине сразу же после последней встречи с ним в 1961 г., то есть спустя пять лет после разрыва отношений (1956 г.), уже будучи хорошо знакома с распространившимися слухами:
«…я не ошиблась, веря в него, и не ошиблась, помогая ему в обычной жизни, и была ему другом в тяжелые дни и часы».
Существенным шагом, предшествовавшим посмертной реабилитации Локшина, было исполнение его Реквиема Рудольфом Баршаем на закрытии IV Международной конференции «Сопротивление в ГУЛАГе» (Москва, 29 мая 2002) (см. на YouTube).

## Список сочинений
- 1939 — Симфоническая поэма «Цветы зла» на стихи Шарля Бодлера для сопрано и большого симфонического оркестра. Рукопись.
- 1942 — Симфоническая поэма «Жди меня» для меццо-сопрано и большого симфонического оркестра на стихи Константина Симонова. Исп.: 1943 — Новосибирск, дир. Е. Мравинский, солистка Е. Вербицкая; 1944 — Москва, дир. Н. Аносов. Рукопись. Длительность 12 мин.
- 1952 — «Венгерская фантазия» для скрипки и большого симфонического оркестра. Исп.: 1952 — Москва, дир. К. Зандерлинг, солист Ю. Ситковецкий. Изд. «Музыка», 1958. Длительность 15 мин.
- 1953 — Вариации для фортепиано. Исп.: 1956 — Москва, М. Гринберг. Изд. «Музыка», 1956. Длительность 24 мин.
- 1955 — Квинтет для кларнета и струнного квартета. Исп.: 1960 — Москва, И. Мозговенко (кларнет), квартет имени Комитаса. Музгиз, 1958. Длительность 23 мин.
- 1957 — Симфония № 1 «Реквием» для большого симфонического оркестра и смешанного хора. На средневековый латинский текст («Dies irae»). Исп.: 1987 — Борнмут; 1992 — Париж, дир. Р. Баршай. Рукопись. Длительность 43 мин.
- 1960 — «В джунглях», сюита для большого симфонического оркестра. Исп.: 1960 — Москва, дир. А. Янсонс. Длительность 25 мин.
- 1962 — «Тараканище», комическая оратория для большого симфонического оркестра и смешанного хора на стихи К. Чуковского. Не исполнялась. Рукопись. Длительность 12 мин.
- 1963 — Симфония № 2 «Греческие эпиграммы» для большого симфонического оркестра и смешанного хора. Исп.: 1963 — Москва, Ленинград, дир. А. Янсонс. Изд. «Советский композитор», 1971. Длительность 33 мин.
- 1966 — Симфония № 3 для баритона, большого симфонического оркестра и мужского хора. Исп.: 1979 — Лондон, дир. Г. Рожденственский, солист С. Робертс. Рукопись. Длительность 32 мин.
- 1968 — Симфония № 4 для большого симфонического оркестра. Исп.: Москва, Ленинград, Лондон, Тутгарт, Лейпциг, Парма, дир. Р. Баршай. Изд. «Советский композитор», 1976. Длительность 15 мин.
- 1968 — «Во весь голос», вокально-симфоническая поэма для баса и большого симфонического оркестра на стихи В. Маяковского. Исп.: 1969 — Москва, дир. А. Янсонс. Изд. «Советский композитор», 1979. Длительность 20 мин.
- 1969 — Симфония № 5 «Сонеты Шекспира» для баритона, струнного оркестра и арфы. Исп.: Москва, Ленинград, Англия, Голландия, Швейцария, США, дир. Р. Баршай. Изд. «Музыка», 1974. Длительность 17 мин.
- 1971 — Симфония № 6 для баритона, большого симфонического оркестра и смешанного хора на стихи Александра Блока. Рукопись. Первое исполнение состоялось 29 апреля 2014 года в Воронеже, дир. Юрий Андросов, солист — Игорь Горностаев. Длительность 39 мин.
- 1972 — Симфония № 7 для контральто и камерного оркестра на стихи средневековых японских поэтов. Исп.: 1973 — Москва, дир. Р. Баршай. Изд. «Музыка», 1980. Длительность 20 мин.
- 1973 — «Песенки Маргариты» для сопрано и большого симфонического оркестра на стихи Бориса Пастернака (переводы «Фауста» Гёте). Исп.: Москва, Швейцария, Германия, Португалия, дир. Р. Баршай. Рукопись. Длительность 22 мин.
- 1973 — Симфония № 8 для тенора и большого симфонического оркестра на стихи А. С. Пушкина («Песни западных славян»). Исп.: 1978 — Москва, дир. В. Зива, солист А. Мартынов. Рукопись. Длительность 28 мин.
- 1975 — Симфония № 9 для баритона и струнного оркестра на стихи Леонида Мартынова. Исп.: 1976 — Москва, дир. Р. Баршай, солист Ю. Григорьев. Изд. «Советский композитор», 1989. Длительность 23 мин.
- 1976 — Симфония № 10 для контральто, смешанного хора, большого симфонического оркестра и органа на стихи Николая Заболоцкого. Исп.: 1976 — Москва, дир. Р. Баршай, солистка Н. Григорьева. Изд. «Советский композитор», 1981. Длительность 33 мин.
- 1976 — Симфония № 11 для сопрано и камерного оркестра на стихи Л. де Камоэнса. Исп.: 1980 — Москва, дир. Г. Рождественский, солистка Л. Соколенко; 1995 — Лиссабон, дир. Р. Баршай, солистка У. Фидлер. Изд. «Советский композитор», 1983. Длительность 20 мин.
- 1977 — Кантата «Мать скорбящая» для меццо-сопрано, большого симфонического оркестра и смешанного хора. На тексты из «Реквиема» А. Ахматовой и русской заупокойной службы. Исп.: 1995 — Санкт-Петербург, дир. А. Чернушенко, солистка Г. Долбонос. Рукопись. Длительность 23 мин.
- 1978 — Квинтет для двух скрипок, двух альтов и виолончели (памяти Д. Д. Шостаковича). Исп.: 1978. Изд. «Советский композитор», 1982. Длительность 23 мин.
- 1980 — Три сцены из «Фауста», моно-опера для сопрано и большого симфонического оркестра на стихи Бориса Пастернака (переводы «Фауста» Гёте). Изд. «Советский композитор», 1991; «Kompositor International», 1995. Исп.: 1998 — Флоренция, дир. Р. Баршай, солистка Е. Прокина. Длительность 36 мин.
- 1981 — Квинтет «Из лирики Франсуа Вийона» для тенора и струнного квартета. Тексты — переводы Ильи Эренбурга стихов Ф. Вийона. Исп.: 1992 — Москва, солист А. Мартынов. Рукопись. Длительность 13 мин.
- 1981 — «Искусство поэзии» для сопрано и камерного оркестра на стихи Н. Заболоцкого. Исп.: 1981, солистка Р. Левина. Издан клавир — «Советский композитор», 1990. Длительность 9 мин.
- 1982 — Прелюдия и тема с вариациями для фортепиано. Исп.: 1988 — Москва, Е. Кушнерова. Изд. «Советский композитор», 1985. Длительность 8 мин.
- 1983 — 1-я Симфониетта для тенора и камерного ансамбля на стихи Игоря Северянина. Исп.: 1986 — Москва, дир. М. Юровский, солист Н. Курпэ. Рукопись. Длительность 13 мин.
- 1983 — «Три стихотворения Ф. Сологуба» для сопрано и фортепиано. Исп.: 1988 — Москва, Р. Левина (сопрано), Е. Кушнерова (фортепиано). Рукопись. Длительность 13 мин.
- 1983 — Вариации для баса и оркестра на ранние стихи Н. Тихонова. Исп.: 1993 — Москва, дир. А. Мишурин, солист В. Почабский. Рукопись. Длительность 13 мин.
- 1984 — Струнный квартет (рабочая версия струнного квинтета). Не исполнялся. Рукопись. Длительность 23 мин.
- 1985 — 2-я Симфониетта для сопрано и расширенного камерного оркестра. Исп.: 1988, солистка Р. Левина. Рукопись. Длительность 15 мин.

### Музыка к фильмам
- 1954 — «Дамы» (короткометражный)
- 1954 — «Переполох» (короткометражный)
- 1956 — «Это начиналось так...»
- 1958 — «Дочь Малого театра» (документальный)
- 1958 — «Звероловы»
- 1960 — «Чудотворная»
- 1961 — «Зелёный патруль»
- 1962 — «Суд»
- 1964 — «Дядя Степа — милиционер» (анимационный)
- 1965 — «Ваше здоровье» (анимационный)
- 1967 — «Лесная симфония» (документальный)
- 1968 — «Русалочка» (анимационный)
- 1970 — «Чёрная гора» (совместное производство СССР, Индия)